# Miletinae
Sous-famille
Tribus de rang inférieur
- Miletini
- Spalgini
- Lachnocnemini
- Liphyrini

Les Miletinae sont une sous-famille de lépidoptères (papillons) de la famille des Lycaenidae. Elle comporte près de 190 espèces, principalement répandues dans les régions tropicales et subtropicales de l'Ancien Monde. Leurs chenilles ont la particularité de ne pas être phytophages.

## Liste des tribus et des genres
La sous-famille des Miletinae regroupe 13 genres. La liste suivante suit la classification en quatre tribus de Kaliszewska et al., 2015, augmentée du nouveau genre Tennenta :
- Tribu des Miletini 
  - Allotinus C. & R. Felder, [1865] (inclut maintenant Lontalius Eliot, 1986)
  - Miletus Hübner, [1819]
  - Logania Distant, 1884 
  - Megalopalpus Röber, 1886
- Tribu des Spalgini 
  - Spalgis Moore, 1879
  - Feniseca Grote, 1869
  - Taraka Doherty, 1889 (parfois placé dans sa propre tribu, appelée Tarakini)
  - Tennenta Müller, 2017
- Tribu des Lachnocnemini 
  - Lachnocnema Trimen, 1887
  - Thestor Hübner, [1819]
- Tribu des Liphyrini 
  - Euliphyra Holland, 1890
  - Aslauga Kirby, 1890
  - Liphyra Westwood, 1864

Dans certaines anciennes classifications, les actuels Miletini, Spalgini et Lachnocnemini étaient des sous-tribus (Miletina, Spalgina et Lachnocnemina) d'une tribu des Miletini élargie.
Par ailleurs, les Liphyrini étaient autrefois considérés comme une sous-famille distincte, appelée Liphyrinae.

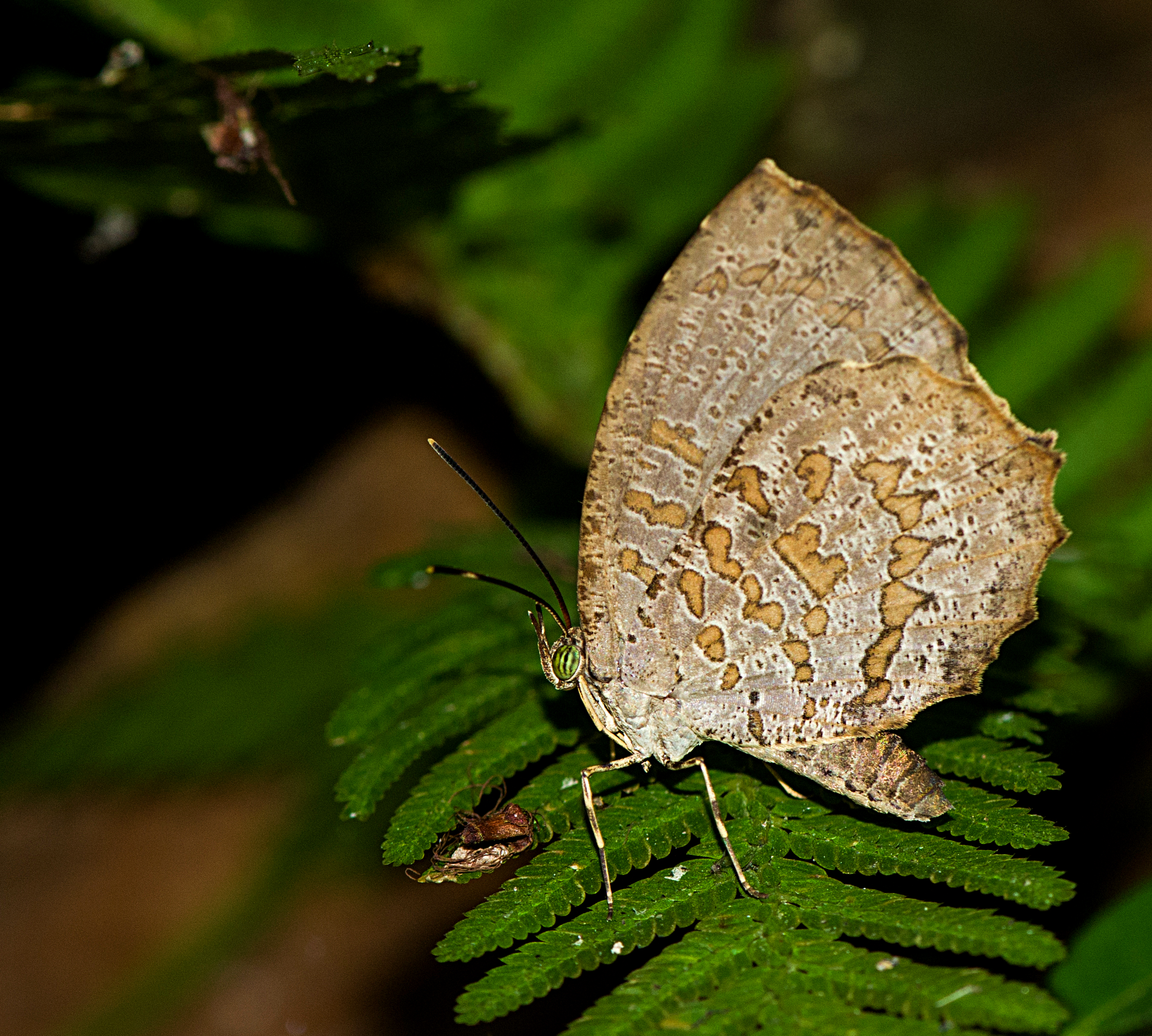
Allotinus drumila
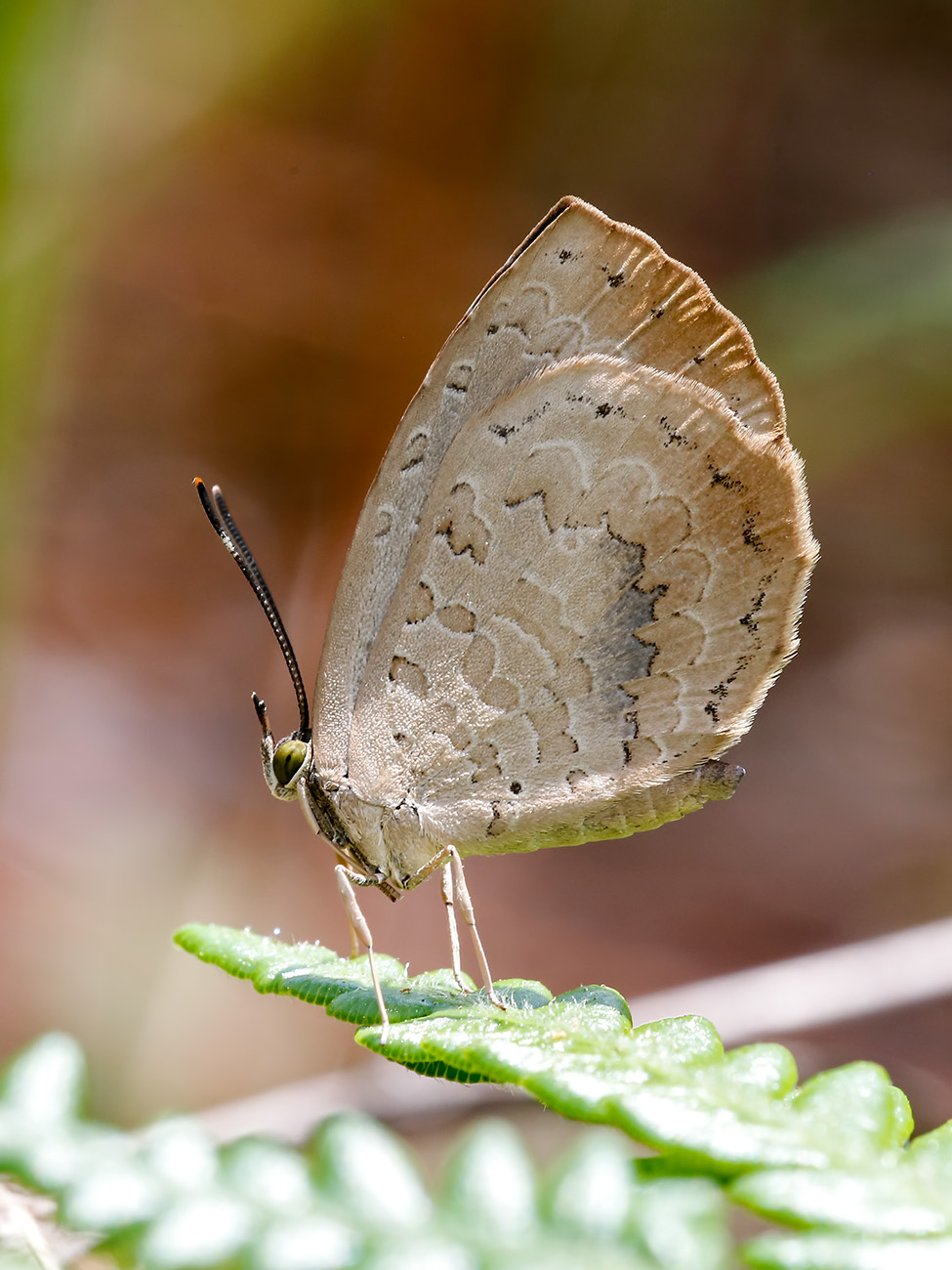
Miletus mallus
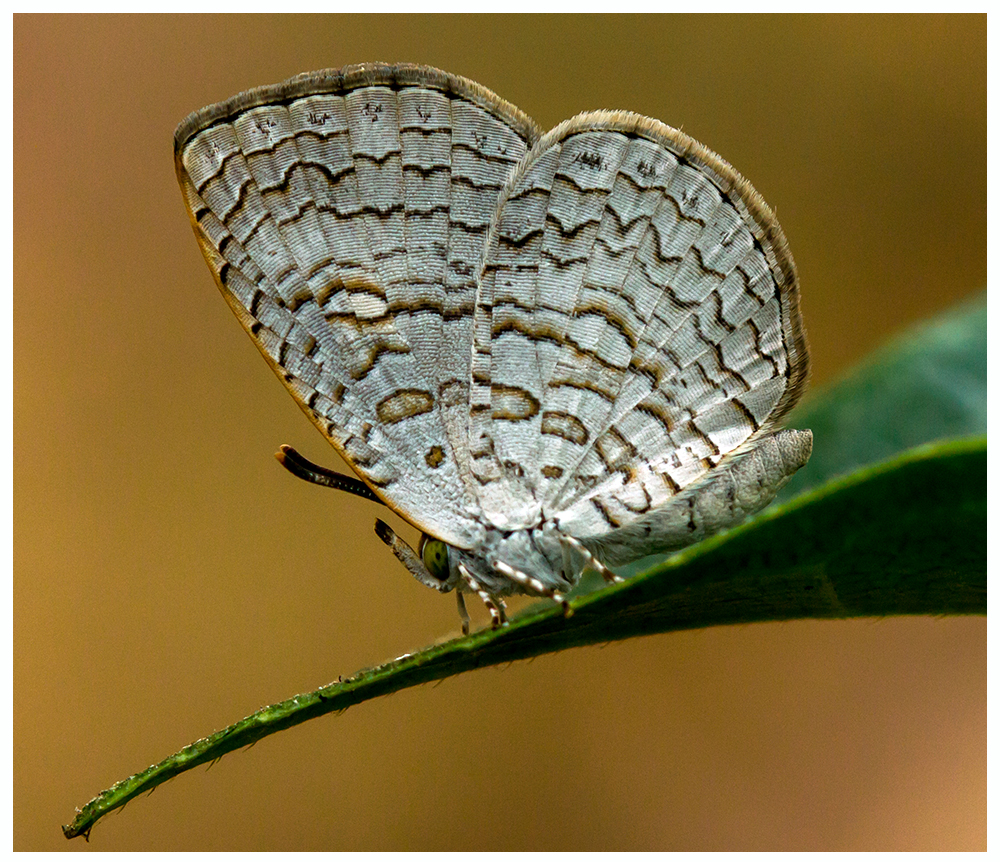
Spalgis epius
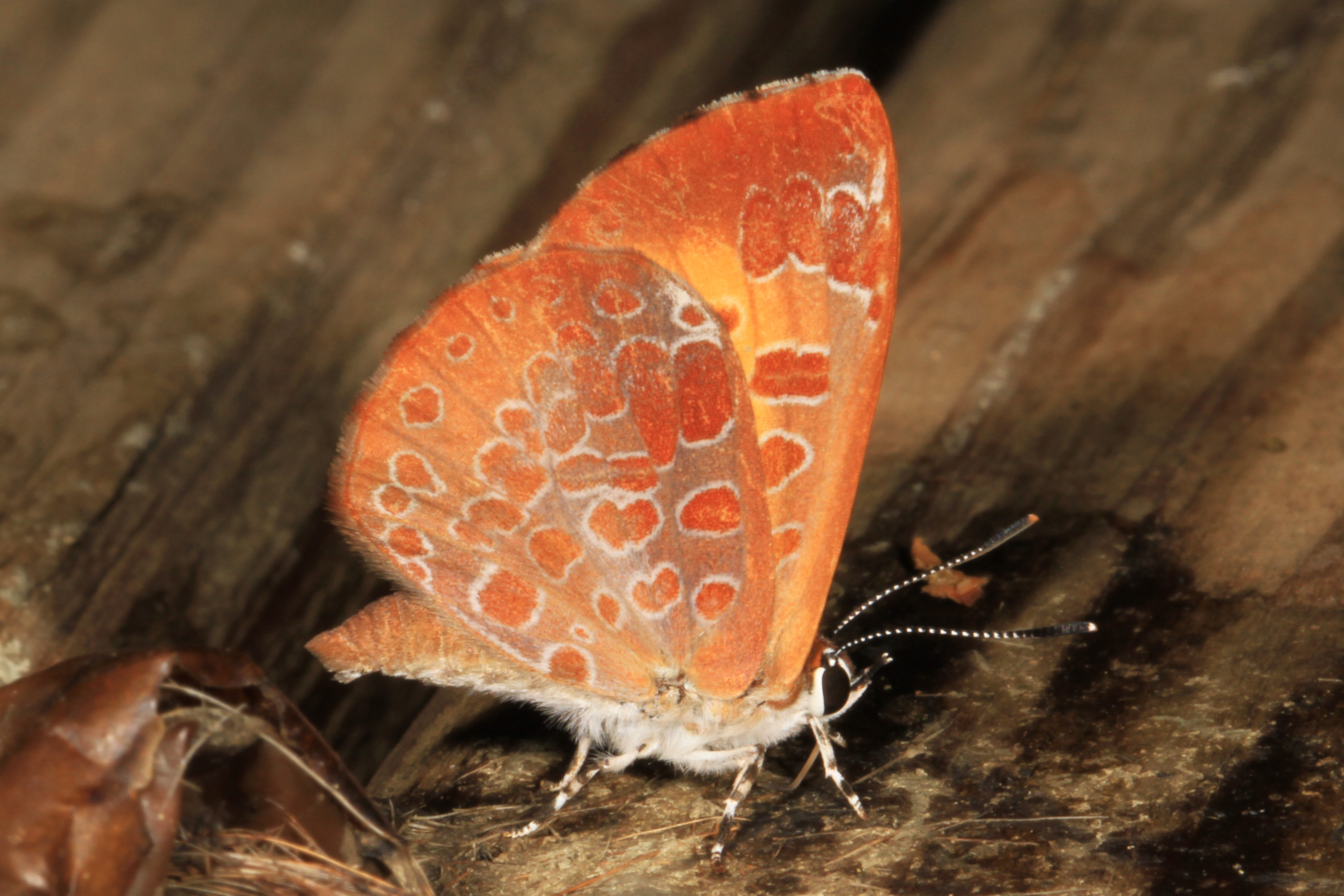
Feniseca tarquinius
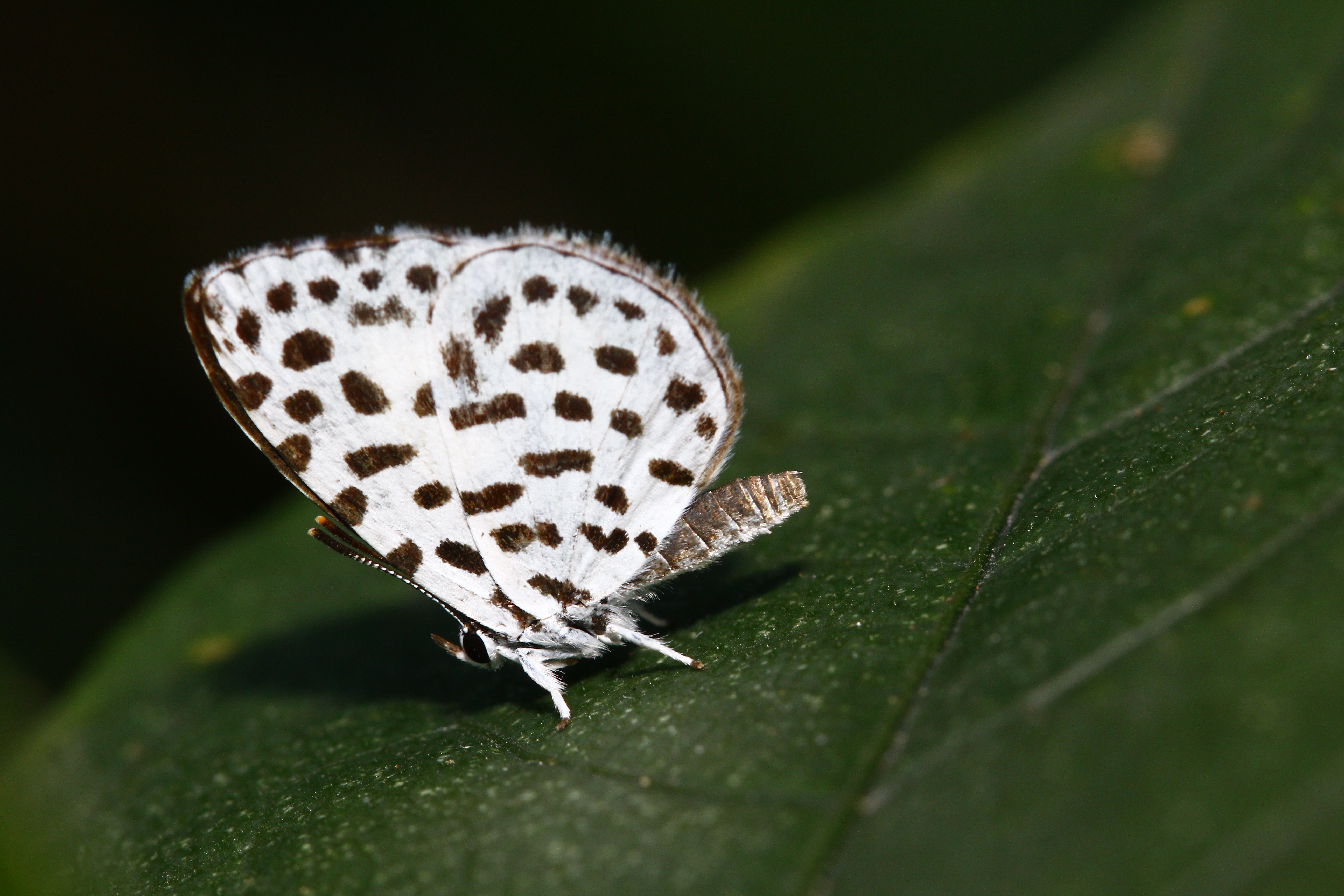
Taraka hamada

## Distribution géographique et évolution
Les Miletinae sont principalement répandus dans les écozones afrotropicale, indomalaise et australasienne, à l'exception du genre monotypique Feniseca, qui est strictement néarctique. 
Des analyses phylogénétiques et biogéographiques indiquent que les Miletinae se sont probablement diversifiés à partir d'un ancêtre commun africain vers le début de l'Éocène, et que quatre lignées se sont dispersées entre l'Afrique et l'Asie.

## Régime alimentaire
Contrairement à la plupart des autres lépidoptères, les Miletinae ne sont pas phytophages à l'état larvaire, mais prédateurs ou parasites : la plupart de leurs chenilles se nourrissent d'hémiptères, et certaines consomment le couvain de fourmis ou sont nourries par les fourmis par trophallaxie. 